# Judith Park

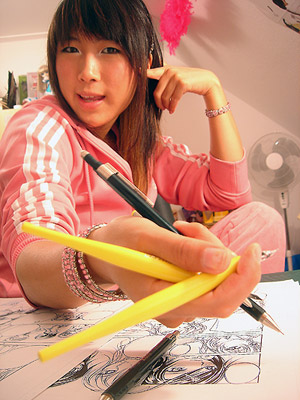
Judith Park, 2006

Judith Park (* 19. Mai 1984 in Duisburg) ist eine deutsche Mangastil-Zeichnerin.

## Werdegang
Ihr Debüt hatte sie mit der Kurzgeschichte A rotten day, mit der sie sich beim Kölner Wettbewerb Manga Magie gegen etwa 90 Konkurrenten durchsetzte und den ersten Platz gewann.
Im Jahr 2004 erschien bei Carlsen Comics die Serie Dystopia, eine Geschichte über den Umgang mit dem Tod einer geliebten Person, deren erste Kapitel im Manga-Magazin Daisuki abgedruckt wurden. Dystopia wurde 2005 mit dem Sondermann-Publikumspreis der Frankfurter Buchmesse in der Kategorie Manga-Eigenpublikation (national) ausgezeichnet. Parallel dazu zeichnete sie für ein kostenloses Comicmagazin der Deutschen Bahn die siebenseitige Kurzgeschichte Penpal.
2005 veröffentlichte sie ihre zweite Serie Ysquare, deren erste Kapitel ebenfalls in der Daisuki abgedruckt wurden. Anders als Dystopia ist YSquare eine Komödie. Im Jahr 2005 begann sie auch mit Hangoryo, einer Kurzgeschichte für die in Deutschland erscheinende koreanische Zeitschrift Urishinmun. 2006 veröffentlichte Park ihren kurzen Comic Vacation Club, in dem einige der Charaktere aus YSquare ihren zweiten Auftritt haben. Dieser Comic ist bislang nur im Internet zu sehen. Ab Herbst 2006 erschien ihr neuestes Werk Ysquare Plus, ebenfalls in der Daisuki. Im November 2007 wurde es schließlich ebenfalls als Einzelband veröffentlicht. Im März 2007 erschien bei Carlsen der Kurzcomic Luxus als Teil der Chibi-Manga-Reihe. KimChi wurde daraufhin als ihre erste längere Serie angekündigt.
Im Rahmen des Comic-Salon Erlangen wurden Illustrationen von Judith Park zusammen mit DuO, Fahr Sindram, Christina Plaka, Anike Hage, Gina Wetzel, Ying Zhou Cheng und Nina Werner in der Galerie Manga made in Germany ausgestellt.

## Werke
- A rotten day (2002)
- Dystopia (2004)
- Penpal (2004)
- Y square (2 Bände, 2005–2007)
- Hangoryo (2005)
- Vacation Club (2006)
- Luxus (2007)